# فیصل دوم
فیصل دوم (انگلیسی: Faisal II of Iraq؛ ۲ مهٔ ۱۹۳۵ بغداد– ۱۴ ژوئیهٔ ۱۹۵۸ بغداد)، آخرین پادشاه عراق بود. او از ۱۹۳۹ تا ۱۹۵۸ حکومت کرد.

## زندگی
فیصل دوم، نوهٔ فیصل اول و نتیجهٔ شریف حسین (پادشاه حجاز از دودمان هاشمی)، پس از مرگ ناگهانی پدرش شاه غازی اول، پادشاه عراق شد. چون فقط چهار سال داشت، دایی‌اش عبدالله بن علی هاشمی، نایب‌السلطنه وی شد. در آوریل ۱۹۴۱، نخست‌وزیر ملی‌گرای دولت، رشید عالی گیلانی، چندی قدرت را از عبدالله گرفت و فیصل مجبور شد به کمک مادرش (ملکه عالیه) از عراق به انگلستان فرار کند. فیصل در مدرسه هرو لندن درس خواند. پس از مرگ مادر در ۱۹۵۰، عبد الإله تنها قیّم فیصل شد.

## پادشاهی
در ۲ مه ۱۹۵۳، فیصل که به سن بزرگسالی رسیده بود، در بغداد تاجگذاری کرد. در نوامبر همان سال، ملک حسین (نتیجهٔ شریف حسین از پسر دیگرش عبدالله) پادشاه اردن شد. حسین و فیصل، نسل ۴۱اُم دودمان هاشمی و رقیب همدیگر در برتری خاندانی بودند. در ۱۴ فوریه ۱۹۵۸، این رقابت با اتحاد اردن و عراق با رهبری فیصل خاتمه یافت. حکومت فیصل در عراق، به مرور به بی‌ثباتی روی کرد. هرچند او در پی به‌روزآوری کشورش (با فرمان ساخت پروژه‌های بزرگ سدسازی، آب‌رسانی، پل‌سازی و نیز ساخت مدرسه و بیمارستان‌) بود، پیشرفت مادی عراق نتوانست دل مردم آن کشور را در حمایت از سلطنت به دست آورد. علاوه بر این، رابطه فیصل و دایی‌اش عبدالله به خرابی گرایید، چون عبدالله در پشت پرده قدرت را در دست داشت.

## مرگ
در ۱۴ ژوئیه ۱۹۵۸، ژنرال عبدالکریم قاسم رهبری یک کودتا را بر عهده گرفت که سلطنت را برانداخته و جمهوری عراق را برپا کرد. فیصل در این کودتا کشته شد.